# Lias, Gers
Lias är en kommun i departementet Gers i regionen Occitanien i sydvästra Frankrike. Kommunen ligger i kantonen L'Isle-Jourdain som tillhör arrondissementet Auch. År 2022 hade Lias 778 invånare.

## Befolkningsutveckling
Antalet invånare i kommunen Lias
Referens:INSEE